# Oeffag D.III
Der Albatros (Oeffag) D.III, kurz Oeffag D.III, war ein Jagdflugzeug, das im Ersten Weltkrieg von den k.u.k. Luftfahrtruppen eingesetzt wurde. Es handelte sich um einen Lizenznachbau der erfolgreichen deutschen Albatros D.III.

## Entwicklung
Bereits am 4. Dezember 1916 hatte die Oesterreichische Flugzeugfabrik AG in Wiener Neustadt einen Produktionsauftrag über 16 Albatros D.II mit 185 PS Austro-Daimler Motor (Serie 53.0) und einem MG sowie 34 Albatros D.III mit zwei MG zur Lizenzherstellung erhalten, um die wenig zufrieden stellenden Hansa-Brandenburg D.I-Kampfeinsitzer schnellstmöglich abzulösen.
Der Kampfdoppeldecker Albatros Oeffag D.III mit seinen synchronisierten Zwillings-MG folgte im Wesentlichen dem deutschen Vorbild der Albatros-Werke. Der Einsatz in den Alpen an der Front gegen Italien erforderte jedoch eine stärkere Motorisierung. Außerdem hatten die österreichischen Maschinen einen völlig neuen und drehsteifen Unterflügel, dessen Konstruktion durch eigene Ingenieure die Oeffag sogar zur Bedingung für die Lizenzfertigung gemacht hatte. Außerdem besaßen die Oeffag-Maschinen die Möglichkeit, den Motor und die MGs durch zusätzliche Verkleidungen vollständig zu verkleiden. Diese Zusatzabdeckung wurde bei warmem Wetter entfernt, um einer Überhitzung des Triebwerks vorzubeugen.
Der Oeffag D.III absolvierte seinen Erstflug im Juni 1917. Es folgten 1917 Bestellungen für die Serien 53.2 und 153 und 1918 für die Serie 253 mit jeweils stärkeren Motoren, die letzte Serie ohne Propellerhaube wegen des für die Aufnahme des größeren Motors verlängerten Rumpfes. Damit übertraf die Oeffag D.III deutlich die Leistungen ihres deutschen Vorbilds.
Insgesamt wurden 656 Flugzeuge der verschiedenen Serientypen bestellt; etwa 540 davon wurden bis Kriegsende geliefert:
| Seriennummern  | Datum                        | Stückzahl |
| -------------- | ---------------------------- | --------- |
| 53.20–53.64    | Dezember 1916 – Februar 1917 | 45        |
| 153.01–153.281 | Februar 1917 – Mai 1918      | 281       |
| 253.01–253.330 | Mai 1918 – August 1918       | 330       |

## Einsatz
Der Oeffag D.III war die erfolgreichste Jagdmaschine der k.u.k.-Flieger. Im Gegensatz zur deutschen Albatros D.III und Albatros D.V erwies er sich als zuverlässiges und stabiles Flugzeug. Die österreichischen Flugzeugführer waren daher vor allem sicherer vor der Gefahr von Flügelbrüchen, die bei entsprechenden Unfällen der Albatros D.III und D.V ihren deutschen Kameraden wiederholt das Leben kosteten. Berichten vom Dezember 1917 zufolge war das Flugzeug das beliebteste Flugzeug bei den k.u.k.-Fliegern, das sich sowohl mit der von den Italienern genutzten Hanriot HD.1 als auch den britischen Sopwith Camel messen lassen konnte, wenn auch im Horizontalflug etwas langsamer als die vom Corpo Aeronautico Militare verwendeten SPAD S.VII – ohne Zweifel besonders wichtig für die österreichisch-ungarischen Jagdflieger, die es mit zahlenmäßig deutlich überlegenen Gegnern aufnehmen mussten. Noch deutlicher wurde das Lob, als im Mai 1918 die leistungsgesteigerten Maschinen der Serie 253 die Front erreichten: Erstklassig – das beste Flugzeug, das wir bisher geflogen haben und allen anderen Kampfflugzeugen überlegen, solide gebaut, zuverlässig, wendig und steigfähig, so meldeten die beiden Flik 61J und 63J als sie das Flugzeug erhielten und zogen damit den Oeffag D.III sogar den moderneren Aviatik (Berg) D.I und Phoenix D.I und D.II vor.
Strittig war zwischen den Feldpiloten die Forderung nach erhöhter Montage der MGs ohne vollständige Verkleidung, um besser zielen zu können – für diesen Vorteil, versuchsweise bei einigen Flugzeugen vorgenommen, hätten sie jedoch beim Feuerkampf im Sichtbereich Behinderungen durch den Hülsenauswurf, die Pulvergase und das versprühte Waffenöl hinnehmen müssen. Kritisiert blieb dagegen stets die niedrige Feuerkadenz der Schwarzlose-MGs.
Neben dem Einsatz als Jagdflugzeug wurde in einige D.III für Aufklärungsflüge auch eine Luftbildkamera eingebaut.
Die Oeffag D.III blieben bis Kriegsende erfolgreich im Einsatz.

## Nachkriegsverwendung
Nach dem Krieg musste Oeffag aufgrund der Friedensbedingungen den Flugzeugbau einstellen.
Mehrere Oeffag D.III der Bauart 253 wurden 1919 an die polnische Fliegertruppe verkauft, die sie im russisch-polnischen Krieg 1919–20 in ihrer Eskadra Kosciuszkowska einsetzte, in der polnische und amerikanische Piloten sie bestückt mit Bomben und verbesserten MG mit verdoppelter Feuerkadenz vor allem für Tieffliegerangriffe nutzten.
Auch die österreichische Volkswehr verwendete das Flugzeug bei den bis Juni 1919 andauernden Gefechten im Kärntner Abwehrkampf an der Grenze zum neuentstandenen SHS-Staat später Jugoslawien.
Daneben übernahm die tschechoslowakische Fliegertruppe einen D.III.

## Technische Daten

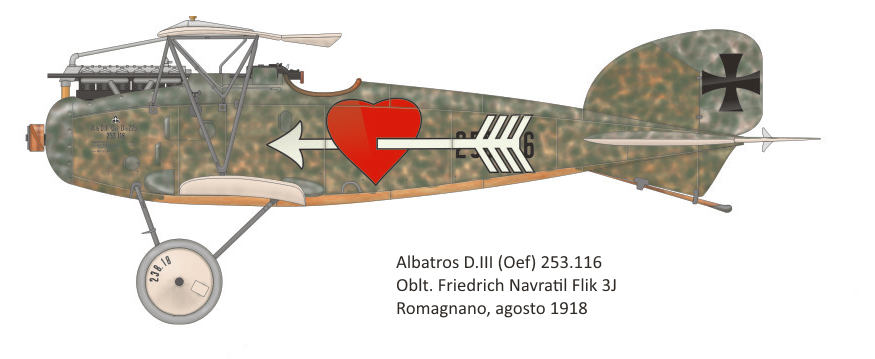
D.III (Oef) 253.116 Oblt Friederich Navratil

| Kenngröße                              | Daten Serie 153                         | Daten Serie 253                 |
| -------------------------------------- | --------------------------------------- | ------------------------------- |
| Besatzung                              | 1                                       | 1                               |
| Länge                                  | 7,30 m                                  | 7,30 m                          |
| Spannweite                             | 9,00 m                                  | 9,00 m                          |
| Höhe                                   | 2,98 m                                  | 2,98 m                          |
| Flügelfläche                           | 20,64 m²                                | 20,64 m²                        |
| Leermasse                              | 690 kg                                  | 716 kg                          |
| max. Startmasse                        | 964 kg                                  | 1005 kg                         |
| wassergekühlter 6-Zylinder-Reihenmotor | Austro-Daimler, 200 PS (147 kW)         | Austro-Daimler, 225 PS (165 kW) |
| Höchstgeschwindigkeit                  | 188 km/h                                | 202 km/h                        |
| Steigzeit auf 1000 m                   | 2:30 min                                | 2:15 min                        |
| Steigzeit auf 2000 m                   | 5:55 min                                | 5:15 min                        |
| Steigzeit auf 3000 m                   | 10:15 min                               | 9:15 min                        |
| Steigzeit auf 4000 m                   | 15:30 min                               | 14:15 min                       |
| Steigzeit auf 5000 m                   | 21:40 min                               | 20:15 min                       |
| Dienstgipfelhöhe                       | 5500 m                                  |                                 |
| max. Reichweite                        | 500 km                                  |                                 |
| Flugdauer                              | 3 h                                     |                                 |
| Bewaffnung                             | 2 Schwarzlose-MG, 8 mm, starr eingebaut | 2 MG                            |

## Bilder

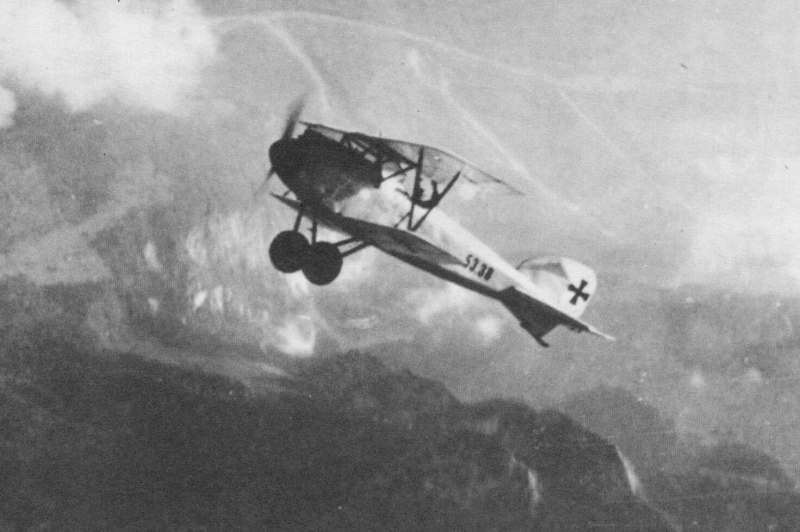
Albatros D.III (Oeffag) 53.38
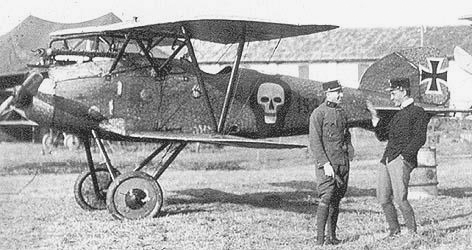
Godwin Brumowski (links) mit Frank Linke-Crawford vor seinem Oeffag D.III (Serie 153), Flugfeld Torresella der FliK 41J (k.u.k. Luftfahrttruppen), Dezember 1917
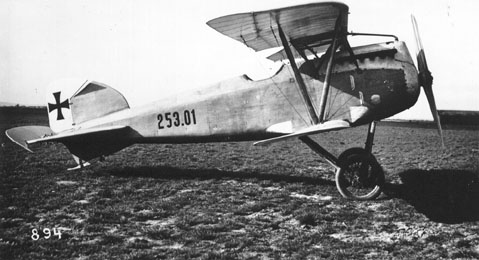
Albatros D.III (Oeffag) Serie 253
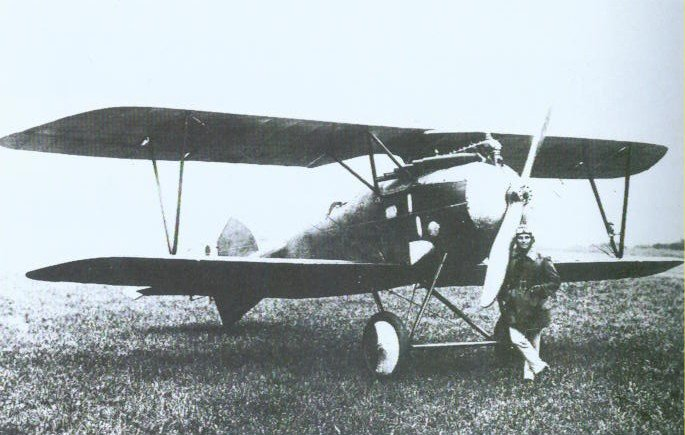
Albatros D.III (Oeffag) Serie 253
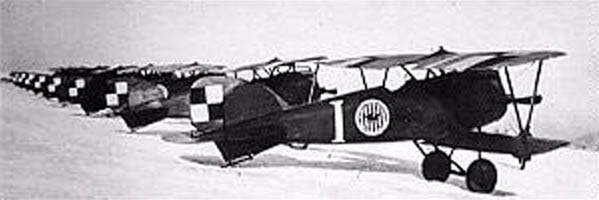
Polnischer Albatros (Oeffag) D.III Serie 253 der Dywizjon Kosciuszki auf dem Flugplatz Lewandówka, Winter 1919–1920